# Autaugaville
Autaugaville ist ein Ort im Autauga County im US-amerikanischen Bundesstaat Alabama. Das U.S. Census Bureau hat bei der Volkszählung 2020 eine Einwohnerzahl von 795 ermittelt.

## Geographie
Autaugaville liegt im Zentrum Alabamas im Süden der Vereinigten Staaten. Es ist unmittelbar am Alabama River gelegen, der später in den Mobile River übergeht und schließlich im Mobile Bay und Golf von Mexiko mündet.
Nahegelegene Orte sind unter anderem White Hall (6 km südlich), Prattville (6 km östlich), Booth (7 km nordöstlich), Lowndesboro (13 km südlich) und Alabamas Hauptstadt Montgomery (19 km südöstlich).

## Geschichte
Die ersten Siedler erreichten das Gebiet 1820 und errichteten ein Sägewerk sowie eine Getreidemühle. 1849 wurde eine Baumwollspinnerei errichtet, mit deren Errichtung auch Häuser und Wohnungen für die Arbeiter entstanden, wodurch die Stadt deutlich erweitert wurde. Ein weiteres Wachstum erfuhr sie, als zahlreiche Bewohner des nahegelegenen Vernon vor der dortigen Flut flüchteten und sich in Autaugaville niederließen. 1851 lebten hier 351 Menschen.
1853 zerstöre ein Feuer die Innenstadt. Zwischen 1853 und 1873 erschien die lokale Zeitung Autaugaville Citizen. Durch den Bürgerkrieg wurde das Wachstum der Stadt rapide gebremst und sie verlor ihre Bedeutung als regionales Wirtschaftszentrum. Von den zahlreichen Sägewerken blieb nur eines bestehen, das in den 1930er Jahren ebenfalls aufgegeben wurde.
Ein Bauwerk des Ortes ist im National Register of Historic Places (NRHP) eingetragen (Stand 29. Juni 2019), das Lassiter House.

## Verkehr
Autaugaville wird von der Alabama State Route 14 durchquert, wenige Kilometer östlich der Stadt verlaufen außerdem der U.S. Highway 82, die Alabama State Route 6 sowie der Interstate 65, der über eine Länge von 1436 Kilometern von Alabama bis nach Indiana verläuft.
Etwa 25 Kilometer südöstlich der Stadt befindet sich der Regionalflughafen Montgomery.

## Demographie
Zum Zeitpunkt des United States Census 2010 hatte Autaugaville 870 Einwohner die sich auf 350 Haushalte sowie 243 Familien verteilten. Die Bevölkerungsdichte betrug 44,2 Einwohner/km². 31,3 % der Bevölkerung waren weiß, 66,9 % afroamerikanisch. In 29,4 % der Haushalte lebten Kinder unter 18 Jahren. Das Durchschnittseinkommen betrug 22.563 US-Dollar. 27,1 % der Bevölkerung lebten unter der Armutsgrenze.

## Persönlichkeiten
- George „Wild Child“ Butler (1936–2005), Mundharmonikaspieler und Sänger